# ヘラルド・ガルシア・レオン
ヘラルド・ガルシア・レオン（Gerardo García León、1974年12月7日 - ）は、スペイン・セビリア出身の元サッカー選手。現役時代のポジションはDF（右サイドバック）。

## 経歴
アンダルシア州・セビリアに生まれ、レアル・マドリードの下部組織で育ったが、トップチーム昇格はできなかった。セグンダ・ディビシオン（2部）のCDレガネスからプロデビューし、UEリェイダ、CDバダホスを渡り歩いた。1998年夏にはプリメーラ・ディビシオン（1部）のビジャレアルCFに移籍し、バレンシア州のクラブからトップリーグデビューを果たすと、1998-99シーズンは34試合に出場したが、シーズン終了後にセグンダ・ディビシオン降格となった。1999-2000シーズン前半戦はビジャレアルCFでプレーしたが、2000年1月に同州内のバレンシアCFに移籍。1999-2000シーズン後半戦の出場機会はわずかであったが、UEFAチャンピオンズリーグ決勝の古巣レアル・マドリード戦には先発出場した。2000-01シーズンはCAオサスナにレンタル移籍した。
2001年夏にはアンダルシア州のマラガCFに移籍すると、4シーズン連続で順位表の中位を保ち、2002年にはUEFAインタートトカップ優勝を果たした。2005-06シーズンは最下位に終わったが、ガルシアは2得点を挙げている。2006年夏にレアル・ソシエダに移籍したが、マラガCF時代と合わせて2シーズン連続で最下位となり、セグンダ・ディビシオンに降格。2007-08シーズンもチームに残留してレギュラーポジションを維持した。2009年8月31日、コルドバCFに移籍した。2011年、SDログロニェスに移籍した。2013年に現役を引退した。

## 家族
1969年生の長兄エドゥ・ガルシア(Edu García)と1971年生の次兄モイセス・ガルシア(Moisés García)はいずれもプロサッカー選手である。モイセスはフォワードであり、プロ選手として600近い試合に出場して現役引退した。

## 所属クラブ
- 1992-1995  レアル・マドリードB
- 1995-1996  CDレガネス
- 1996-1997  UEリェイダ
- 1997-1998  CDバダホス
- 1998-1999  ビジャレアルCF
- 2000-2001  バレンシアCF

2000-2001 → CAオサスナ(loan)
- 2001-2006  マラガCF
- 2006-2009  レアル・ソシエダ
- 2009-2011  コルドバCF
- 2011-2013  SDログロニェス

## タイトル

### クラブ
- バレンシアCF

UEFAチャンピオンズリーグ 準優勝 : 1999-2000
- マラガCF

UEFAインタートトカップ 優勝 : 2002

### 代表
- U-16スペイン代表

UEFA U-16欧州選手権 優勝 : 1991
- U-17スペイン代表

FIFA U-17ワールドカップ 準優勝 : 1991